# Episodi de I Simpson (diciottesima stagione)
La diciottesima stagione de I Simpson (serie di produzione JABF) è andata in onda negli USA dal 10 settembre 2006 al 20 maggio 2007.
La stagione comprende 7 episodi della serie di produzione HABF, relativa alla precedente stagione.
In Italia sono stati trasmessi quattro episodi in anteprima il 10 settembre 2007. Quasi tutti i restanti episodi inediti sono stati trasmessi dal 21 gennaio all'11 febbraio 2008, mentre gli episodi 24 minuti e Non puoi sempre dire quello Kent ti pare sono stati trasmessi rispettivamente il 13 e il 16 febbraio 2009. Tutti gli episodi sono andati in onda su Italia 1.
L'episodio Non puoi sempre dire quello Kent ti pare è il 400º della serie.
Dall'11 dicembre 2017 è in vendita il cofanetto contenente la diciottesima stagione completa.
| N° | Codice di produzione | Titolo italiano                             | Titolo originale                               | Prima TV USA      | Prima TV Italia   |
| -- | -------------------- | ------------------------------------------- | ---------------------------------------------- | ----------------- | ----------------- |
| 1  | HABF15               | Lo scemo, lo chef, la moglie e il suo Homer | The Mook, The Chef, The Wife And Her Homer     | 10 settembre 2006 | 21 gennaio 2008   |
| 2  | HABF18               | Simpson Session                             | Jazzy and the Pussycats                        | 17 settembre 2006 | 10 settembre 2007 |
| 3  | HABF20               | Homer, ti prego, non li martellare          | Please Homer, Don't Hammer 'Em                 | 24 settembre 2006 | 22 gennaio 2008   |
| 4  | HABF17               | La paura fa novanta XVII                    | Treehouse Of Horror XVII                       | 5 novembre 2006   | 23 gennaio 2008   |
| 5  | HABF21               | Soldato D'oh                                | G.I. [Annoyed Grunt]                           | 12 novembre 2006  | 24 gennaio 2008   |
| 6  | HABF19               | Boe-e-una-Lisa                              | Moe 'N' A Lisa                                 | 19 novembre 2006  | 25 gennaio 2008   |
| 7  | HABF22               | Il gelato di Marge (dai capelli azzurri)    | Ice Cream Of Margie (With The Light Blue Hair) | 26 novembre 2006  | 28 gennaio 2008   |
| 8  | JABF02               | Una coppia da Haw-Haw                       | The Haw-Hawed Couple                           | 10 dicembre 2006  | 29 gennaio 2008   |
| 9  | JABF01               | Kill Gil, Volumi 1 e 2                      | Kill Gil, Volumes I & II                       | 17 dicembre 2006  | 30 gennaio 2008   |
| 10 | JABF03               | La moglie acquatica                         | The Wife Aquatic                               | 7 gennaio 2007    | 31 gennaio 2008   |
| 11 | JABF05               | Vita da star                                | Revenge Is A Dish Best Served Three Times      | 28 gennaio 2007   | 10 settembre 2007 |
| 12 | JABF04               | Piccolo grande amore                        | Little Big Girl                                | 11 febbraio 2007  | 10 settembre 2007 |
| 13 | JABF07               | Come eravamo... a Springfield               | Springfield Up                                 | 18 febbraio 2007  | 10 settembre 2007 |
| 14 | JABF09               | Accordi di bifolchi                         | Yokel Chords                                   | 4 marzo 2007      | 1 febbraio 2008   |
| 15 | JABF08               | Rom-antìco e Giuliè                         | Rome-Old And Juli-Eh                           | 11 marzo 2007     | 4 febbraio 2008   |
| 16 | JABF06               | Homerazzi                                   | Homerazzi                                      | 25 marzo 2007     | 5 febbraio 2008   |
| 17 | JABF10               | Marge giocatrice                            | Marge Gamer                                    | 22 aprile 2007    | 6 febbraio 2008   |
| 18 | JABF11               | Un out-out per Bart                         | The Boys Of Bummer                             | 29 aprile 2007    | 7 febbraio 2008   |
| 19 | JABF13               | Pompieri e ladri                            | Crook And Ladder                               | 6 maggio 2007     | 8 febbraio 2008   |
| 20 | JABF12               | Fermati o il cane spara!                    | Stop, Or My Dog Will Shoot!                    | 13 maggio 2007    | 11 febbraio 2008  |
| 21 | JABF14               | 24 minuti                                   | 24 Minutes                                     | 20 maggio 2007    | 13 febbraio 2009  |
| 22 | JABF15               | Non puoi sempre dire quello Kent ti pare    | You Kent Always Say What You Want              | 20 maggio 2007    | 16 febbraio 2009  |

## Lo scemo, lo chef, la moglie e il suo Homer
- Sceneggiatura: Bill Odenkirk
- Regia: Michael Marcantel
- Messa in onda originale: 10 settembre 2006
- Messa in onda italiana: 21 gennaio 2008

Bart dirotta lo scuolabus e guida fino a scuola. Otto è furibondo e lo sculaccia. Il direttore Skinner nota la punizione e sospende l'autista dalla guida del bus. A causa di ciò, Marge deve portare i bimbi a scuola con la sua auto, tra cui un introverso bambino di nome Michael. Quest'ultimo è chiaramente un emarginato, ma quando chiede di tornare a riprendere il suo libro di matematica, scoprono che è il figlio di Tony Ciccione.
Le notizie sulla famiglia di Michael vengono subito divulgate, e tutti cercando di prendere le distanze da lui. Lisa si unisce al pranzo solitario di Michael, e diventano amici. Lisa scopre che Michael è un cuoco talentuoso e che diventare chef sarebbe il suo sogno, piuttosto che entrare nel business di famiglia. Dopo scuola, Tony Ciccione porta i bambini a casa ma, per strada, viene affiancato da un'auto della famiglia rivale, i Calabresi, che fa sbandare con il quaderno ad anelli di Milhouse. Michael invita così i Simpson a cena da loro, dove però nel frattempo c'è una riunione tra i Calabresi e Tony Ciccione. Tony minaccia i Calabresi che, in caso di sua morte, suo figlio lo vendicherà brutalmente. Michael, nel frattempo, serve dei soufflé ai Simpson e Lisa suggerisce di portarne alcuni al padre e agli altri mafiosi, rivelando poi di voler diventare un cuoco. I Calabresi, non appena udite queste parole, esplodono in una fragorosa risata, facendosi beffe di Tony il Ciccione e del figlio, per poi andarsene. Tony rimprovera Michael di averlo fatto sentire un debole davanti ai suoi nemici, quando improvvisamente i Calabresi aprono il fuoco dal loro elicottero di attacco, ferendo gravemente Tony il Ciccione.
All'ospedale, Tony è privo di conoscenza e tutti temono che i Calabresi prendano il controllo delle attività illegali in sua assenza. Homer e Bart prendono quindi il posto di Tony nel gestire i suoi affari, nonostante il rifiuto di Michael. I due diventano così dei mafiosi veri e propri, ma Michael nota il loro attaccamento al nuovo potere e decide di sbrigare la faccenda coi Calabresi da solo. Una sera, invita i Calabresi a cena dai Simpson, dove informa i mafiosi di rinunciare al prosieguo degli affari del padre. Per celebrare la sua decisione offre loro il dolce, ma subito i tre cadono a terra avvelenati. Lisa scopre che la ricetta conteneva del veleno e, sebbene Michael sembri dispiaciuto, Lisa sospetta che abbia fatto apposta. A casa di Tony, il padre si congratula col figlio per aver sconfitto i propri nemici. Fuori, Lisa chiede a Michael perché non avesse detto al padre che si trattava di un incidente, anche se lei sospettava il contrario. Michael però le risponde di non chiedergli nulla sul suo business e, parodizzando la scena finale de Il padrino, si ritira nella sua stanza scortato da Secco, Patata e Spada.
- Guest star: Joe Pantoliano (Dante Calabresi), Michael Imperioli (Dante Jr.) e i Metallica (voce di sé stessi), Gabriele Patriarca (Michael D'Amico ed. italiana)
- Frase alla lavagna: assente
- Gag Del Divano: davanti alla TV ci sono 4 sedie, i Simpson giocano a sedie musicali e Homer perde.

## Simpson Session
- Sceneggiatura: Daniel Chun
- Regia: Steven Dean Moore
- Messa in onda originale: 17 settembre 2006
- Messa in onda italiana: 10 settembre 2007

Al funerale di Amber, la moglie di Homer di Las Vegas, Bart si annoia e inizia a giocare a Paddleball, col risultato che tutti vengono strozzati dalla pallina. Per contenere la sua esuberanza viene mandato da uno psicanalista che gli suggerisce di prendersi un kit da batterista per potersi sfogare senza fare danni. Bart impara subito a suonare la batteria, ma il suo continuo esercitarsi infastidisce Marge e Homer, pertanto Lisa lo invita a un brunch di jazzisti. Lisa chiede a Bart di suonare col suo gruppo: il fratello accetta e subito si nota la sua bravura, che mette in ombra tutti gli altri componenti, compresa Lisa. Un famoso gruppo sta nel frattempo assistendo a una loro esibizione e chiede a Bart di unirsi a loro, per la mortificazione di Lisa. Bart diventa una star della città, compare sulle copertine di due riviste e tutto ciò scoccia molto a Lisa, che pensa che Bart non sia degno di quella popolarità. Marge, che non vuole che i figli competano uno contro l'altro, decide di lasciarla adottare un cucciolo per farla felice. Al canile, Lisa sceglie il cucciolo più carino nonostante avesse visto un vecchio cane malato che però altrimenti sarebbe morto. In sogno però le appare il fantasma del vecchio cane, dicendole che il suo destino è segnato visto che ha scelto il cucciolo più carino al suo posto. Lisa torna al canile una volta sveglia e prende il cane malato, adottando però tutti gli altri cani impietosita per le loro condizioni di salute. Tornando a casa, una vera orda di animali si unisce a lei, tanto che non sapendo dove metterli Lisa li accatasta in soffitta.
Dopo cena Lisa va in soffitta e trova Bart che suona con gli animali che lei ha salvato. Una tigre morde il "braccio musicale" di Bart causando un danno al nervo che gli impedirà di suonare la batteria.
Per raccattare dei soldi per l'operazione di cui necessita, Bart organizza un concerto di beneficenza col suo gruppo Jazz. Nel frattempo, Lisa viene informata che tutti i suoi animali verranno portati in un canile e uccisi se non troverà una sistemazione adatta per loro. Alla fine, dopo che il concerto di beneficenza ha riscosso un buon profitto, Bart prova pena per Lisa e decide di usare quei soldi per costruire una casa per i suoi animali. Viene poi accennato che verrà istituito un altro concerto di beneficenza per raccogliere i soldi dell'operazione di Bart.
- Guest star: The White Stripes (voci di sé stessi)
- Frase alla lavagna: assente
- Gag del divano: un King Kong con le fattezze di Homer rapisce Marge e la porta sulla cima di un grattacielo dove viene attaccato da 4 aeroplani.

## Homer, ti prego, non li martellare
- Sceneggiatura: Matt Warburton
- Regia: Ralph Sosa e Mike B. Anderson
- Messa in onda originale: 24 settembre 2006
- Messa in onda italiana: 22 gennaio 2008

Durante una visita a un centro commerciale estremamente povero, Homer vede dei libri di falegnameria del Time-Life che compra dopo l'incitamento di Marge. L'interesse di Homer per la falegnameria però svanisce presto e Marge decide di usarli per riparare la casa, iniziando col cambiare i piedini del comodino. Inizia ad apprendere molte cose sulla falegnameria e Lisa le suggerisce di guadagnare qualcosa lavorando porta a porta, aprendo una propria falegnameria. Tutti i potenziali clienti, però, le chiudono la porta in faccia all'idea di un falegname donna. Marge sviluppa quindi un piano, usando Homer per fronteggiare i clienti e far loro credere di essere un falegname uomo a compiere i lavori, mentre lei si nasconde nel box attrezzi quando il cliente prende gli accordi con Homer. Il lavoro poi viene eseguito da lei, mentre Homer si chiude nel box a sua volta. Nel frattempo arriva a casa una lettera della scuola che informa che qualcuno ha un'allergia alle arachidi, vietate quindi a scuola. Bart, parlando col giardiniere Willie, scopre che l'allergico in questione è il direttore Skinner. Sfruttando la sua allergia, lo minaccia costantemente con un'arachide facendogli commettere degli atti umilianti come mangiare l'immondizia.
Marge viene apostrofata da due sue amiche che la rimproverano di essere l'aiutante di Homer nella falegnameria. Quella sera, Marge dice a Homer di sentirsi poco apprezzata per il suo lavoro e gli chiede di assumersi meno meriti. Ma Homer, che non vuole perdere la faccia davanti agli amici, non confessa che la moglie è la vera esecutrice dei lavori. Dopo un incidente con Lenny e Carl, Marge abbandona l'attività e lascia che Homer si arrangi col nuovo progetto commissionatogli dal sindaco, ovvero riparare le vecchie montagne russe. Homer tenta di assumere degli altri falegnami, ma questi lo lasciano quando confessa di non poterli pagare. Nel frattempo Skinner ruba la cartella clinica di Bart e scopre che egli è allergico ai gamberetti, così quando Bart il giorno dopo va nel suo ufficio col bagigio sul bastone Skinner risponde con un bastone con gamberetto. I due duellano finché non finiscono dentro una vasca di "gamberetti con le arachidi" di una fabbrica thailandese, e le loro allergie esplodono in tutta la loro forza, ricoprendoli di bubboni.
Arriva il giorno dell'inaugurazione, e Homer non ha compiuto alcun lavoro. Tenta quindi il primo viaggio sulle montagne russe per farle credere solide, ma i guai spuntano subito e alcune assi si schiodano. Marge, inizialmente concentrata sulla vendetta, corre a riparare le assi appena in tempo. Homer finalmente ammette che è Marge la vera esecutrice di tutti i suoi lavori, ma alla fine i danni alle montagne russe fatiscenti sono troppi e, finito il giro, la struttura collassa sopra Homer. All'ospedale Homer è ingessato, mentre Skinner e Bart continuano a lanciarsi dai propri letti gamberetti e arachidi a vicenda in modo che l'allergia dell'altro non si attenui.
- Guest star: assente
- Frase alla lavagna: assente
- Gag del divano: Ralph arriva davanti a un distributore in cui sono contenute caramelle a forma dei personaggi de i Simpson (Homer, Marge, Maggie, Lisa, Bart, Boe, Lenny, Carl, Patty, Apu, Burns, Smithers, Nelson e Edna, Krusty), sceglie Homer e lo mangia.

## La paura fa novanta XVII
- Sceneggiatura: Peter Gaffney
- Regia: David Silverman e Matthew C. Faughnan
- Messa in onda originale: 5 novembre 2006
- Messa in onda italiana: 23 gennaio 2008

Tre storie di Halloween.
- Una vedova allegra ma non blob (Married to the blob)
Homer dopo aver mangiato una creatura aliena ha moltissima fame e dopo aver finito tutto il cibo disponibile comincia a mangiare le persone, diventando con il tempo un mostro cannibale da 4000 tonnellate. Marge lo convince a trasformare il suo problema di cibo in qualcosa di utile alla comunità, allora Homer comincia a divorare i senzatetto.
- Devi sapere quando è il Golem (You Gotta Know When to Golem)
Bart ruba a Krusty un golem che compie qualsiasi azione scritta su un pezzo di carta e infilato nella sua bocca e comincia a fargli compiere varie barbarie. Lisa decide di farlo parlare e si scopre che in verità è molto dispiaciuto per le cattive azioni compiute, allora Marge gli crea un mostro femmina in pongo con la quale il golem si sposa.
- Ultimatum alla stupida Terra (The Day the Earth Looked Stupid)
Nel 1938 viene fatto uno scherzo via radio in cui si finge l'arrivo di alieni pericolosi sulla Terra, creato per divertire, ma viene preso sul serio dagli abitanti di Springfield che fingono di essere animali per non essere rapiti. Scoperto lo scherzo le persone cominciano a ricostruire la città distrutta dalla loro pazzia, nel mentre avviene una vera invasione ma la gente lo crede un nuovo scherzo, condannandoli.
- Guest star: Phil McGraw
- Frase alla lavagna: assente
- Gag del divano: assente

## Soldato D'oh
- Sceneggiatura: Daniel Chun
- Regia: Nancy Kruse
- Messa in onda originale: 12 novembre 2006
- Messa in onda italiana: 24 gennaio 2008

Dopo che Bart decide che a 18 anni si arruolerà nell'esercito, Homer, convinto da Marge, va dai reclutatori per disdire il prearruolamento di Bart. Ci riesce, ma si fa convincere ad arruolarsi. Homer insieme a Cletus e ad altri che hanno ottenuto un punteggio basso nel test devono rappresentare i nemici nelle simulazioni. Durante una simulazione si nascondono a Springfield, allora l'esercito invade la città. Homer e il suo reparto si nascondono da Boe e lì viene catturato tutto il reparto eccetto Homer. Per non essere catturato Homer si nasconde prima a casa e poi nel castello di riposo, mentre Marge, per salvare il marito e far terminare la "simulazione", con il resto di Springfield vuota nel bacino idrico gli alcolici e ubriaca l'esercito che firma così la resa. Homer però per terminare il suo tempo di servizio deve arruolare reclute per l'esercito al centro commerciale di Springfield.
- Guest Star: Kiefer Sutherland (voce del colonnello)
- Frase alla lavagna: Non tutti siamo nudi sotto i vestiti
- Gag del divano: dopo che i Simpson si sono seduti sul divano, vanno all'autolavaggio dove vengono lavati e lucidati.

## Boe-e-una-Lisa
- Sceneggiatura: Matt Warburton
- Regia: Mark Kirkland
- Messa in onda originale: 19 novembre 2006
- Messa in onda italiana: 25 gennaio 2008

Dopo che Homer si dimentica del compleanno di Boe per andare alle olimpiadi della terza età di suo padre, Lisa scrive un articolo di giornale per la scuola su Boe, scoprendo così un lato poetico del barista e decide di aiutarlo iniziando a scrivere un poema epico per conto di Boe, riorganizzando i pensieri sparsi dell'uomo. Ma Boe ospite al convegno letterario "Pastaparola" si prende tutto il merito deludendo Lisa che lo abbandona. Nel frattempo la famiglia, eccetto Lisa, gira per il Vermont. Bart e Homer, per vendicarsi di Boe, cercano di ricoprirlo di sciroppo d'acero, però prima che questo gli cada sulla testa Boe si scusa con Lisa ammettendo di essere stato aiutato, e tutto torna alla normalità.
- Guest Star: J.K. Simmons (voce di J. Jonah Jameson, doppiato in italiano da Wladimiro Grana), Tom Wolfe (voce di sé stesso, doppiato in italiano da Luca Dal Fabbro), Gore Vidal (voce di sé stesso), Michael Chabon (voce di sé stesso) e Jonathan Franzen (voce di sé stesso, doppiato in italiano da Gabriele Lopez)
- Frase alla lavagna: assente
- Gag del divano: i Simpson appaiono in un desktop e vengono trascinati con il mouse fino a essere cestinati.

## Il gelato di Marge (dai capelli azzurri)
- Sceneggiatura: Carolyn Omine
- Regia: Matthew Nastuk
- Messa in onda originale: 26 novembre 2006
- Messa in onda italiana: 28 gennaio 2008

Homer, dopo essere stato licenziato dalla centrale nucleare diventa gelataio, mentre Marge è demoralizzata perché la sua vita è monotona e comincia, con i bastoncini dei gelati lasciati in giro da Homer, a costruire sculture raffiguranti vari abitanti di Springfield. A Marge viene commissionata una mostra di sculture che Homer distrugge per sbaglio con il suo furgoncino dei gelati. Egli cerca di riconquistare Marge per la distruzione della sua mostra e come risposta lei crea una gigantesca scultura di Homer in mutande come simbolo del suo amore, che una prolessi mostra come unica traccia di arte prima della conquista della terra da parte degli I-Pod.
- Guest Star: assente
- Frase alla lavagna: assente
- Gag del divano: al buio si vedono gli occhi dei Simpson, ma quando la luce si accende si scopre che sono degli scarafaggi giganti che scappano via.

## Una coppia da Haw-Haw
- Sceneggiatura: Matt Selman
- Regia: Chris Clements
- Messa in onda originale: 10 dicembre 2006
- Messa in onda italiana: 29 gennaio 2008

Bart riesce a convincere i suoi amici a non andare alla festa di Nelson, ma Marge lo costringe ad andarci per non lasciare da solo il ragazzo. Rattristito dal fatto che nessuno, a parte Bart, sia venuto alla sua festa, Nelson inizia a giocare con Bart e i due diventano ottimi amici. Nessun bullo prende più di mira Bart, con la condizione però che lui non veda più Milhouse. Alla fine Nelson scopre che Bart frequenta ancora Milhouse e tutto ritorna come prima. Nel frattempo Homer deve passare più tempo con Lisa, quindi decide di leggerle il racconto Fantasy "Angelica Button e il letto girevole del Re Drago" (chiara parodia del romanzo di Harry Potter). Alla fine si appassiona così tanto che continua a leggere il libro fino alla fine da solo. Scoprendo che il finale potrebbe turbare Lisa se ne inventa uno lui, ma la figlia non si fida e legge il vero finale. Tuttavia decide che il finale del padre era più bello.
- Guest Star: assente
- Frase alla lavagna: assente
- Gag del divano: Homer ritaglia le sagome su carta della famiglia Simpson.
- Curiosità: Il finale della puntata è un chiaro riferimento al film I segreti di Brokeback Mountain

## Kill Gil, Volumi 1 e 2
- Sceneggiatura: Jeff Westbrook
- Regia: Bob Anderson
- Messa in onda originale: 17 dicembre 2006
- Messa in onda italiana: 30 gennaio 2008

Dopo che Gil Gunderson dona a Lisa una bambola Malibu Stacy riservata alla figlia del suo capo viene licenziato dal lavoro di babbo natale. Allora la famiglia Simpson decide di invitarlo a stare a casa loro, ma la convivenza diventa insopportabile. Tuttavia Marge non riesce a cacciarlo e Gil rimane con loro per un anno, dopodiché se ne va a Scottsdale. Marge decide di andare a cercarlo e dirgli finalmente no. Arrivati a Scottsdale scoprono che Gil ha avuto successo, ma quando Marge gli dice di no viene nuovamente licenziato, allora i Simpson comprano una casa in cui abitano con Gil. Nel frattempo per tutta la puntata Homer lotta contro il Greencho Grooncho, che a Scottsdale arriva con tutta la famiglia a passare il natale coi Simpson.
- Guest Star: Elvis Stojko (voce di sé stesso)
- Frase alla lavagna: Frankincenso non è un mostro
- Gag del divano: i Simpson sono seduti sul divano, l'inquadratura si allarga e si scopre che sono una decorazione natalizia.

## La moglie acquatica
- Sceneggiatura: Kevin Curran
- Regia: Lance Kramer
- Messa in onda originale: 7 gennaio 2007
- Messa in onda italiana: 31 gennaio 2008

Marge si riempie di nostalgia dopo aver visto un filmino della sua infanzia alla Baia degli Attaccabottoni e Homer, per farle una sorpresa, porta tutta la famiglia alla baia per una gita. Il posto però è ben diverso da come lo ricordava Marge: a causa della carenza di pesci Gnam Gnam tutto è andato in rovina. Homer finisce per lavorare su una nave di pescatori e, per caso, risolve l'enigma della sparizione dei pesci, ma una tempesta si abbatte sulla nave e mette a rischio la vita dei marinai, di Homer e di Bart, che si era imbarcato di nascosto. La città sta già piangendo i dispersi, quando la ciurma ricompare. Adesso però i pesci Gnam Gnam sono nuovamente a rischio di estinzione e la popolazione locale si dedica, pertanto, a un altro impiego: la deforestazione massiva della Baia.
- Guest Star: Sab Shimono (voce di Master Sushi Chef) e Maurice LaMarche (voce del pescatore Billy)
- Frase alla lavagna: assente
- Gag del divano: i Simpson seduti sul divano sono appuntati a una bacheca.

## Vita da star
- Sceneggiatura: Joel H. Cohen
- Regia: Michael Polcino
- Messa in onda originale: 28 gennaio 2007
- Messa in onda italiana: 10 settembre 2007

Dopo che il texano taglia la strada ai Simpson, Homer vorrebbe vendicarsi ma Marge, Lisa e Bart gli raccontano delle storie per dimostrargli che la vendetta non è la cosa migliore:
- Il conte di Collecristo, parodia de Il conte di Montecristo;
- La vendetta degli imbranati, parodia de La rivincita dei nerds;
- Bartman Begins, parodia di Batman Begins.

Homer, dopo aver parlato col texano senza ascoltare le tre storie, decide di non vendicarsi.
- Guest Star: assente
- Frase alla lavagna: assente
- Gag del divano: i Simpson sono neonati e dopo essersi seduti sul divano tornano alle dimensioni naturali.
- Curiosità: è uno degli episodi appartenenti alla Premièr Simpson ed è dedicato a tutte le vittime di Guerre stellari.

## Piccolo grande amore
- Sceneggiatura: Don Payne
- Regia: Raymond S. Persi
- Messa in onda originale: 11 febbraio 2007
- Messa in onda italiana: 10 settembre 2007

Lisa inventa una finta storia sulle origini della sua famiglia per ottenere un buon voto a scuola, ma la cosa le sfugge di mano e la porta a parlare a un importante convegno di indiani d'America, dove, divorata dai sensi di colpa, decide di raccontare la verità. Nel frattempo Bart spegne accidentalmente un incendio che sta devastando tutta la città e, come premio, riceve la licenza di guida. Scappando dal padre, che gli affida troppe commissioni, finisce a North Haverbrook dove conosce e si innamora di Darcy dopo aver perso la pazienza con Homer a causa di un telefono. Lei gli chiede di sposarla perché un altro ragazzo l'aveva messa incinta e insieme arrivano fin nello Utah, dove le leggi riguardanti i matrimoni sono meno rigide. Le famiglie dei due ragazzi intervengono in tempo per interrompere il matrimonio.
- Guest Star: Natalie Portman (voce di Darcy)
- Frase alla lavagna: assente
- Gag del divano: i Simpson fatti di carta vengono vestiti, prendono vita e si siedono.
- Curiosità: è uno degli episodi appartenenti alla Première Simpson.

## Come eravamo... a Springfield
- Sceneggiatura: Matt Warburton
- Regia: Chuck Sheetz
- Messa in onda originale: 18 febbraio 2007
- Messa in onda italiana: 10 settembre 2007

Il documentarista Declan Desmond racconta dell'evoluzione di alcuni abitanti di Springfield, cominciando da 32 anni prima. Clancy Winchester è stato iscritto al commissariato di polizia a 24 anni. Homer sognava di diventare ricco, ma a 24 anni vendeva solo concime, faceva il finto cliente che fa domande e faceva caricature di bare. Il professor Frink sognava di diventare uno scienziato spaziale su Marte, lo è diventato ma è triste perché non ha una ragazza. Eleanor sognava di diventare avvocato e medico, a 24 anni ci riesce ma poi diventa la gattara. Marge, ai tempi del liceo, era una fotografa. Lenny invece viene ignorato dal telecronista.
- Guest Star: Eric Idle (voce di Declan Desmond)
- Frase alla lavagna: assente
- Gag del divano: al buio si vedono gli occhi dei Simpson, ma quando la luce si accende si scopre che sono degli scarafaggi giganti che scappano via.

## Accordi di bifolchi
- Sceneggiatura: Michael Price
- Regia: Susie Dietter
- Messa in onda originale: 4 marzo 2007
- Messa in onda italiana: 1º febbraio 2008

Ai figli di Cletus e Brandine Spuckler viene negata l'istruzione, ma Lisa lo scopre e viene mandata da Skinner a far loro da tutor. Li porta in città dove vengono assunti da Krusty il Clown per il loro talento di cantanti e ballerini. Nel frattempo Bart dopo aver terrorizzato tutta la scuola con una storia dell'orrore (disegnata nello stile di Edward Gorey) viene mandato da una psichiatra.
- Guest Star: Meg Ryan (voce della Dr. Swanson), Andy Dick (voce di se stesso), James Patterson (voce di se stesso), Stephen Sondheim (voce di se stesso) e Peter Bogdanovich (voce dello psichiatra).
- Frase alla lavagna: assente
- Gag del divano: Ralph arriva davanti a un distributore in cui sono contenute caramelle a forma dei personaggi de i Simpson (Homer, Marge, Maggie, Lisa, Bart, Boe, Lenny, Carl, Patty, Apu, Burns, Smithers, Nelson, Edna e Krusty), sceglie Homer e se lo mangia.

## Rom-antìco e Giuliè
- Sceneggiatura: Daniel Chun
- Regia: Nancy Kruse
- Messa in onda originale: 11 marzo 2007
- Messa in onda italiana: 4 febbraio 2008

Homer e Marge vanno al tribunale poiché Homer ha dichiarato più volte bancarotta per poter permettere alla sua famiglia di vivere nel lusso e così facendo lasciano il nonno Abe e la zia Selma a casa ad accudire i figli. I due scoprono di avere molte cose in comune e decidono di frequentarsi. Dopo un po', siccome il loro apprezzamento è reciproco, decidono di sposarsi, ma sia Homer sia Patty, che si oppongono a questa relazione, cercano in tutti i modi di separare i due. Non riuscendoci, sono costretti ad accettare questo matrimonio e i due sposini iniziano a vivere insieme. Per via dell'età, è Selma ad andare al lavoro, mentre Abe rimane a casa ad accudire la figlia adottiva della moglie. Abe però distrugge la cucina nel tentativo di preparare da mangiare e Selma è costretta ad andare a casa per salvare il marito. I due capiscono che la loro relazione non può funzionare e decidono di separarsi. Nel frattempo Bart, vedendo che Ned Flanders riceve scatoloni in omaggio, decide di fare richiesta per avere degli scatoloni, nonostante non abbia un'azienda. Il fattorino della C.U.L.O. (Consegne Universali Leste e Oneste, nulla a che vedere con il culo umano, nell'originale A.S.S.) avvisa sia lui che Lisa che è necessario avere un'azienda, ma i due ragazzini usano questi scatoloni per costruire un castello. Appena i fattorini scoprono l'inganno, decidono di attaccare il castello dei ragazzi, in modo da recuperare tutti gli scatoloni, ma Lisa e Bart, parodiando la battaglia finale del film Il Signore degli Anelli - Le due torri, e con l'aiuto anche di Nelson, riescono a difendersi e a sconfiggere i fattorini. Finita la battaglia e non sapendo cosa fare, distruggono il loro castello usando dell'acqua.
- Guest star: Jane Kaczmarek (voce del giudice Grazia Negata)
- Frase alla lavagna: assente
- Gag del divano: in una parodia della sigla di apertura di Bonanza, è presente una mappa che illustra la città di Springfield. Quest'ultima prende fuoco e arrivano i Simpson vestiti da cow boy sopra dei cavalli.

## Homerazzi
- Sceneggiatura: J. Stewart Burns
- Regia: Matthew Nastuk
- Messa in onda originale: 25 marzo 2007
- Messa in onda italiana: 5 febbraio 2008

L'album delle foto di famiglia finisce bruciato. Marge obbliga tutti a rimettere in scena i momenti storici del passato. Per caso, in una delle foto fatte per l'occasione, vengono fotografati Duffman e Popparella immersi in una cena romantica. Homer riesce a vendere la foto a un giornale scandalistico e si fa prendere la mano, diventando uno spietato paparazzo. I VIP di Springfield, esasperati, assoldano un altro paparazzo perché ritragga Homer in situazioni imbarazzanti. Quando le foto di Homer vengono pubblicate, lui inizialmente si fa prendere dallo sconforto e decide di abbandonare la macchina fotografica. I VIP ormai cantano vittoria, ma Homer, spinto dagli amici, decide di tornare alla carica. Propone però un patto ai personaggi del mondo dello spettacolo: non pubblicherà le nuove foto scandalose, in cambio di maggiore attenzione dei VIP per i propri fans.
- Guest Star: J.K. Simmons (voce dell'editore), Betty White (voce di sé stessa) e Jon Lovitz (voce di Enrico Irritazio)
- Frase alla lavagna: Il surriscaldamento globale non mi ha mangiato i compiti
- Gag del divano: si vede l'evoluzione di Homer a partire da essere unicellulare, passando per vari stadi, come pesce, roditore, scimmia e, alla fine, divenuto essere umano contemporaneo, arriva a casa e si siede sul divano con la famiglia. Marge gli chiede come mai abbia impiegato tanto tempo per tornare a casa. Questa gag verrà ripresa nell'episodio Homer di Siviglia della diciannovesima stagione.

## Marge giocatrice
- Sceneggiatura: J. Stewart Burns
- Regia: Bob Anderson
- Messa in onda originale: 22 aprile 2007
- Messa in onda italiana: 6 febbraio 2008

Marge inizia a partecipare a un gioco di ruolo online scoprendo che Bart è un giocatore rinomato nell'ambiente per la sua ferocia. Bart, scocciato dall'ingresso della madre nel gioco, per errore ne uccide il personaggio. Per farsi perdonare decide di sacrificare nel gioco una parte della sua forza in un'operazione per restituire la vita all'avatar ucciso. Gli altri giocatori, da tempo vessati da Bart, approfittano del suo momento di debolezza per ucciderlo. Nel frattempo Lisa, dopo aver visto Sognando Beckham, comincia a giocare a calcio; Homer intanto diventa arbitro. Lisa approfitta sul campo dei favori del padre e inizia a simulare falli inesistenti, fino a che non interviene perfino Ronaldo per convincere Homer ad arbitrare onestamente.
- Guest star: Ronaldo (voce di sé stesso)
- Frase alla lavagna: assente
- Gag del divano: una copia dello Springfield Shopper ruota fino a mostrare il titolo "Lo scherzo del divano elettrizza la nazione" con i Simpson presenti nella foto in prima pagina.

## Un out-out per Bart
- Sceneggiatura: Michael Price
- Regia: Rob Oliver
- Messa in onda originale: 29 aprile 2007
- Messa in onda italiana: 7 febbraio 2008

Bart nell'ultima partita di campionato di baseball giovanile manca completamente una presa, facendo perdere la partita alla squadra. Tutta Springfield gli dà contro per la sconfitta, fino a fargli perdere il senno: Bart riempie i muri della città con la scritta "Io odio Bart Simpson" senza saperlo a causa del suo stato di odio verso di se, e tenta il suicidio gettandosi da una torre dopo essere depresso. Marge e Lisa convincono tutti a rimettere in scena la partita, facendo leva sul senso di colpa della gente. Bart sbaglia ancora numerose volte la presa incriminata, ma alla fine riesce e riguadagna stima in sé stesso. Homer nel frattempo trova lavoro come venditore di materassi. Timothy e Helen Lovejoy si rivolgono a lui per problemi di sesso e Homer consiglia loro un materasso ad hoc. Non ottenendo risultati, i due vanno a casa di Homer per farsi rimborsare, ma lì per caso scoprono di poter risolvere il loro problema usando il materasso di casa Simpson. Homer accetta di scambiare il proprio materasso, ma la sera si rende conto con Marge di aver fatto un errore. Homer e Marge si intrufolano dai Lovejoy per recuperare il materasso, ma vengono sorpresi dai padroni di casa. Alla fine le due coppie si accordano per dividere in due metà il materasso.
- Guest star: assente
- Frase alla lavagna: assente
- Gag del divano: davanti alla TV ci sono 4 sedie, i Simpson giocano a sedie musicali e Homer perde.

## Pompieri e ladri
- Sceneggiatura: Bill Odenkirk
- Regia: Lance Kramer
- Messa in onda originale: 6 maggio 2007
- Messa in onda italiana: 8 febbraio 2008

Marge, seguendo il consiglio letto in una rivista per mamme, getta il ciuccio di Maggie che per riappropriarsene, comincia a rivoltare la casa da cima a fondo. Marge decide di acquistare un nuovo ciuccio, ma non riesce a trovarne uno giusto. Maggie trova il sostituto ideale al suo ciuccio: un giocattolo del cane scricchiolante. Il cigolio di quel giocattolo però è così irritante che Homer non riesce a prendere sonno. Homer prende quindi il medicinale Pisolin (in originale Nambien, parodia dell'Ambien), che gli provoca sbalzi d'umore e bizzarrie notturne. A causa del suo sonnambulismo Homer manda all'ospedale tutto il dipartimento dei vigili del fuoco e assieme a Boe Szyslak, Apu Nahasapeemapetilon e Seymour Skinner diventa pompiere volontario. I volontari dopo aver salvato le persone rubano degli oggetti fingendo che siano danneggiati dal fumo fino a che Marge, Lisa e Bart non scoprono ciò che i volontari stanno facendo.
- Guest Star: assente
- Frase alla lavagna: Non faccio ricerche su quello che inventa la maestra
- Gag del divano: dopo che i Simpson si sono seduti sul divano, vanno all'autolavaggio dove vengono lavati e lucidati.

## Fermati o il cane spara!
- Sceneggiatura: John Frink
- Regia: Matthew C. Faughnan
- Messa in onda originale: 13 maggio 2007
- Messa in onda italiana: 11 febbraio 2008

Durante una fiera tedesca, Homer si perde in un labirinto. Il Piccolo aiutante di Babbo Natale riesce a salvarlo; il commissario Winchester, vedendo la sua abilità, chiede a Bart se vuole far entrare il suo cane nella scuola di polizia e il ragazzo accetta. Grazie a questo addestramento, il cane diventa un ottimo poliziotto, ma questo immediatamente comporta un cambiamento nell'animale, che diventa prepotente e aggredisce anche Bart, il quale si sente tradito da questo gesto. I Simpson a questo punto vanno in un negozio di animali e comprano un serpente cui danno il nome di Strangolo. Bart porta il serpente a scuola per l'attività "Mostra e racconta", ma il serpente, che fugge via dal padrone, crea scompiglio in tutta la scuola. All'arrivo della polizia, il Piccolo aiutante di Babbo Natale, sentitosi in colpa per quello che ha fatto a Bart, riesce a salvarlo. Alla fine il cane ritorna dai Simpson, mentre Strangolo viene adottato dal giardiniere Willie.
- Guest Star: Stephen Hawking (voce di sé stesso), Rudy Giuliani (voce di sé stesso), Maurice LaMarche (voce di sé stesso)
- Frase alla lavagna: Le perle non sono il vomito delle cozze
- Gag del divano: i Simpson arrivano e si siedono sul divano, ma giungono altre famiglie che si vogliono sedere, la casa si riempie fino a che alcuni Simpson finiscono fuori dalla porta e dalla finestra.

## 24 minuti
- Sceneggiatura: Billy Kimball e Ian Maxtone-Graham
- Regia: Raymond S. Persi
- Messa in onda originale: 20 maggio 2007
- Messa in onda italiana: 13 febbraio 2009

L'episodio è una parodia della serie televisiva 24: il preside Skinner organizza una squadra speciale anti-bullismo composta, fra gli altri, da Lisa e Bart, che devono sventare un "attentato" alla vendita di dolci della scuola organizzato da Secco, Patata e Spada. Nel frattempo, Marge tenta di preparare in tutta fretta una torta per la festa scolastica, mentre Homer e Milhouse si spostano per la città a bordo di un cassonetto dell'immondizia. Il tutto nell'arco di tempo di 24 minuti, con lo stile e le inquadrature dell'omonima serie TV.
- Guest Star: Kiefer Sutherland (voce di Jack Bauer) e Mary Lynn Rajskub (voce di Chloe O'Brian)
- Frase alla lavagna: assente
- Gag del divano: assente

## Non puoi sempre dire quello Kent ti pare
- Sceneggiatura: Tim Long
- Regia: Matthew Nastuk
- Messa in onda originale: 20 maggio 2007
- Messa in onda italiana: 16 febbraio 2009

Subito dopo una visita odontoiatrica, Homer si reca in una gelateria dove compra il milionesimo cono gelato prodotto dal locale: essendo quest'ultimo dello stesso proprietario del network locale, egli viene intervistato il giorno dopo da Kent Brockman che durante il faccia a faccia si scotta con il caffè di Homer e impreca pesantemente in diretta. Inizialmente pare averla passata liscia, ma la protesta dei telespettatori bigotti (partita da Ned Flanders) porta il canale a degradarlo come presentatore del meteo e infine a licenziarlo. L'ex anchorman viene ospitato dai Simpson e, con l'aiuto di Lisa, trasmette via internet un videomessaggio sulle verità scomode della televisione, dove afferma che la Fox trasmette deliberatamente programmi che attraggono grosse multe, i cui proventi vengono incanalati dalla FCC al Partito Repubblicano. La rete decide di assumere nuovamente Kent per evitare altre fughe di notizie. A fine puntata Homer rivela a Lisa un altro segreto sconvolgente che riguarda la Fox, ma il loro dialogo viene censurato.
- Guest star: Ludacris (voce di sé stesso) e Maurice LaMarche (voce dell'annunciatore della Fox)
- Frase alla lavagna: assente
- Gag del divano: per celebrare il 400º episodio su uno sfondo nero appare la scritta "20 anni fa..." e poi c'è una scena del Tracey Ullman Show.